# Мартин Грегор-Делин
Мартин Грегор-Делин (на немски: Martin Gregor-Dellin) е германски писател, автор на романи, разкази, есета и биографии.

## Биография
Мартин Грегор-Делин е роден на 3 юни 1926 г. в Наумбург в семейството на търговец. Израства във Вайсенфелс. След като полага матура през 1944 г., е мобилизиран и служи във Вермахта до края на Втората световна война. До март 1946 г. е военнопленник в лагер край Бостън, Масачузетс, откъдето се завръща в Средна Германия.
През следващите години се отдава на литературни и музикални изследвания. От 1951 до 1958 г. е издателски редактор в Хале и подпомага публикуването на романа „Голи сред вълци“ от Бруно Апиц.
През 1958 г. Грегор-Делин се преселва във Федерална република Германия.
До 1961 г. пребивава в Байройт, където сътрудничи при издаването на автобиографичните текстове на Рихард Вагнер. След 1966 г. живее в Грьобенцел край Мюнхен като писател на свободна практика.

## Творчество
През 50-те и 60-те години Мартин Грегор-Делин публикува романи и разкази, стилистично повлияни от Франц Кафка и Томас Ман. Издаденият още в ГДР негов роман „Еврейско ларго“ (Jüdisches Largo) (1956) е една от първите творби в немската следвоенна литература, имаща за тема преследването на евреите в Третия райх.
След преселването си на Запад Грегор-Делин оставя прозаичното си творчество на заден план. Все повече се заема с работа върху биографии. Създава многобройни антологии, публикува дневниците на Козима Вагнер, а също събраните съчинения на Клаус Ман и Бруно Франк.
След 1969 г. е член на немския ПЕН клуб, а от 1982 г. до смъртта си е негов президент.
Заедно с други писатели като Михаел Крюгер, Паул Вюр, Танкред Дорст и Гюнтер Хербургер основава през 1973 г. в Мюнхен първата кооперативна авторска книжарница.
Грегор-Делин е член на Съюза на немските писатели, а от 1972 до 1974 г. е президент на клона му в Бавария. От 1980 г. е член на Баварската академия за изящни изкуства, а от 1981 г. – на Академията за език и литература в Дармщат.
Умира на 23 юни 1988 г. в Мюнхен на 62-годишна възраст.

## Награди и отличия
- Ehrengabe des Kulturkreises der Deutschen Wirtschaft im Bundesverband der Deutschen Industrie (1963)
- Stereo-Hörspielpreis der deutschen Rundfunkindustrie (1967)
- „Награда Тукан“ на град Мюнхен (1971)
- Kritikerpreis Die goldene Feder (1972)
- Buxtehuder Bulle für Jugendliteratur (1978/79)
- Adolf-Grimme-Preis mit Silber (1979)
- „Федерален орден за заслуги“ 1. Klasse (1979)
- „Културна награда „Силезия“ на провинция Долна Саксония“ (1981)
- Grand Prix de la Critique musicale française (1981)
- „Награда Шилер“ на град Манхайм (1982)
- Fernseh-Kulturpreis der Eduard-Rhein-Stiftung (1984)
- Jugendmedienpreis Das rote Tuch (1984)
- „Награда Фридрих Меркер“ за есеистика (1987)
- „Награда Андреас Грифиус“ (1988)